# Петрань
Петрань, Петрані (рум. Petrani) — село у повіті Біхор в Румунії. Входить до складу комуни Покола.
Село розташоване на відстані 389 км на північний захід від Бухареста, 50 км на південний схід від Ораді, 101 км на захід від Клуж-Напоки, 130 км на північний схід від Тімішоари.

## Населення
За даними перепису населення 2002 року у селі проживали 407 осіб. Рідною мовою 406 осіб (99,8%) назвали румунську.
Національний склад населення села:
| Національність | Кількість осіб | Відсоток |
| -------------- | -------------- | -------- |
| румуни         | 393            | 96,6%    |
| цигани         | 13             | 3,2%     |